# Thalictrum squamiferum
Thalictrum squamiferum är en ranunkelväxtart som beskrevs av Lecoy.. Thalictrum squamiferum ingår i släktet rutor, och familjen ranunkelväxter. Inga underarter finns listade i Catalogue of Life.